# Bomfobiri-Wildtierreservat
Koordinaten: 6° 59′ 30″ N, 1° 10′ 30″ W
Das Bomfobiri-Wildtierreservat (engl. Bomfobiri Wildlife Sanctuary) ist ein Naturschutzgebiet in Ghana.

## Lage
Das Reservat befindet sich im Zentrum des Landes, etwa 190 Kilometer (Luftlinie) nordnordwestlich der Hauptstadt Accra und etwa 80 Kilometer nordöstlich von Kumasi im Sekyere East District in der Ashanti Region.

## Beschreibung
Das Reservat wurde 1975 geschaffen, hierzu wurde ein Gebiet von 5310 Hektar in einer Übergangszone zwischen semi-feuchtem Regenwald und Grassavanne ausgewählt. Zu den landschaftlichen Reizen des Reservates gehören die Wasserfälle aus der Mampong-Bergkette. Im Gebiet finden sich zahlreiche Affenarten, Vögel und kleinere Antilopen.